# 꽃과 뱀 (1975년 영화)
"꽃과 뱀"은 1975년에 개봉한 대한민국의 영화이다.

## 캐스팅
- 박근형
- 윤초희
- 김진해
- 이종만
- 김남일
- 이치우
- 장훈
- 이자영
- 최소연
- 송미남
- 장일환
- 전효진
- 김용학
- 지방열
- 임동훈
- 최성관
- 김기종